# Rezolucja Rady Bezpieczeństwa ONZ nr 2624
Rezolucja Rady Bezpieczeństwa ONZ nr 2624 została przyjęta 28 lutego 2022 r.
Rada przedłużyła o rok embargo na broń wobec Jemenu i sankcje, w tym zakaz podróżowania i zamrożenie aktywów, wobec osób destabilizujących stabilność tego kraju oraz przedłużyła także mandat Panelu Ekspertów ds. Jemenu.
Rezolucja przyjęta 11 głosami "za", przy wstrzymaniu się od głosu przez Brazylię, Irlandię, Norwegię i Meksyk.